# Augustijnenkerk (Maastricht)
De Augustijnenkerk (Maastrichts: Awwestiene) is een barok kerkgebouw in het centrum van de Nederlandse stad Maastricht, gelegen aan de Kesselskade langs de rivier de Maas. De kerk werd in de 17e eeuw gebouwd als kloosterkerk voor de orde der augustijnen. Aan het eind van de 18e eeuw werd het klooster opgeheven en vanaf dat moment vervulde de kerk een veelheid aan functies. De Augustijnenkerk is sinds 1966 een rijksmonument.

## Geschiedenis

### Geschiedenis van het klooster
Het precieze jaar van vestiging in Maastricht van de in de 11e eeuw ontstane augustijnerorde is niet bekend, maar ligt waarschijnlijk rond het midden van de 13e eeuw. Het eerste klooster bevond zich enkele meters zuidoostelijk van de huidige kerk, vlak bij de Maas. De kloosterkapel was zelfs deels over de stadsmuur gebouwd, die hier langs de rivieroever liep. Op oude stadsgezichten, zoals in de stedenatlas van Braun en Hogenberg uit 1575, is te zien dat het priesterkoor buiten de walmuur uitstak en door palen ondersteund werd. Van deze eerste Augustijnenkerk is niets bewaard gebleven; de fundamenten van het klooster en de kapel zijn waarschijnlijk bij het graven van het Kanaal Maastricht-Luik in de 19e eeuw verdwenen.

### Bouw van de huidige kerk
Al vanaf het begin van de 16e eeuw konden de augustijnen beschikken over de nabijgelegen kapel van Maria ten Oeveren (of Sancta Maria Minor), een kerspelkapel die ondergeschikt was aan het kapittel van de Onze-Lieve-Vrouwekerk (Sancta Maria Maior). In het begin van de 17e eeuw was de kapel bouwvallig geworden en na een schenking van 8000 gulden en 100.000 bakstenen door het stadsbestuur in 1609 (in 1618 gevolgd door nog eens 1500 gulden en 300 mergelblokken) begon de bouw van de huidige kerk. Pas na een nieuwe schenking van Edmond Godfried van Bocholtz, landcommandeur van de balije Biesen van de ridders van de Duitse Orde, kon de kerk in 1661 worden voltooid. Als dank prijkt zijn wapen, of dat van zijn voorganger Godfried Huyn van Geleen, in de gevel. De kerkwijding door de Luikse wijbisschop J.A. Blavier vond plaats op 27 mei 1661.

### Opheffing klooster, diverse bestemmingen
Zoals alle kloosters werd ook het Augustijnenklooster in 1796 opgeheven, twee jaar na de komst van de Franse revolutionairen in Maastricht. De inventaris van klooster en kerk werden door de staat geconfisqueerd en geveild. Belangrijke kunstschatten die in deze tijd verloren zijn gegaan zijn de drie altaren met kolommen van marmer van de Vlaming Quellinus (Artus Quellinus de Jonge?).
In 1825 werd de kerk van een tussenvloer voorzien en als stadsarmenschool in gebruik genomen. Later werd de kerk gebruikt als toneelzaal en tentoonstellingszaal van sociëteit Momus. Tussen 1847 en 1850 werd parallel aan de Maas het Kanaal Maastricht-Luik gegraven, waarvoor de oostelijke bebouwing aan de Bokstraat moest wijken. De barokke gevel van de Augustijnenkerk, die aan de westzijde van de Bokstraat lag, kwam daardoor meer in het zicht te liggen. In 1902 werd de kerk gerestaureerd. Rond die tijd werd ook de bebouwing ten zuiden van de kerk gesloopt ten behoeve van de verbreding van de Mariastraat, waardoor de kerk geheel vrij kwam te liggen. In de zuidgevel werden op de begane grond ramen aangebracht, waardoor ook in dit gedeelte van de kerk leslokalen konden worden ingericht. Tijdens de Eerste Wereldoorlog deed het gebouw dienst als school voor kinderen van Belgische vluchtelingen.

### Parochiekerk Sint-Jozef (1920-1964)
In 1920 werd de kerk opnieuw gerestaureerd en bestemd voor de Rooms-katholiek eredienst als parochiekerk van de in 1918 opgerichte parochie Sint-Jozef, een afsplitsing van de Sint-Matthiasparochie. De tussenvloer en later aangebrachte ramen werden verwijderd en aan de westzijde werd een rechthoekig priesterkoor toegevoegd naar ontwerp van de architecten Victor Marres en Willem Sandhövel. De kerk werd ingericht met meubilair in barokstijl, afkomstig uit diverse Maastrichtse en Limburgse kerken.
Door de ontvolking van de Maastrichtse binnenstad in de jaren 1950 en 1960, liep het aantal parochianen sterk terug. In 1962 werd de parochie opgeheven en in 1964 ging de kerk dicht. Een deel van de inventaris ging naar andere Maastrichtse kerken. Zo werden de kerkbanken geplaatst in de Sint-Guiliëlmuskerk in de wijk Wittevrouwenveld en konden de kruiswegstaties van Charles Vos worden verkocht aan de Antonius van Paduakerk in Scharn.

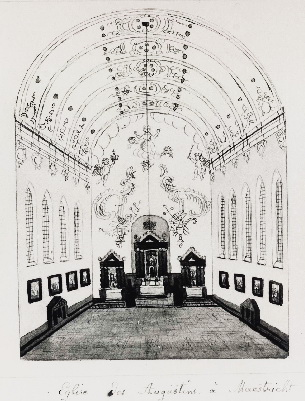
Kerkinterieur, 1797
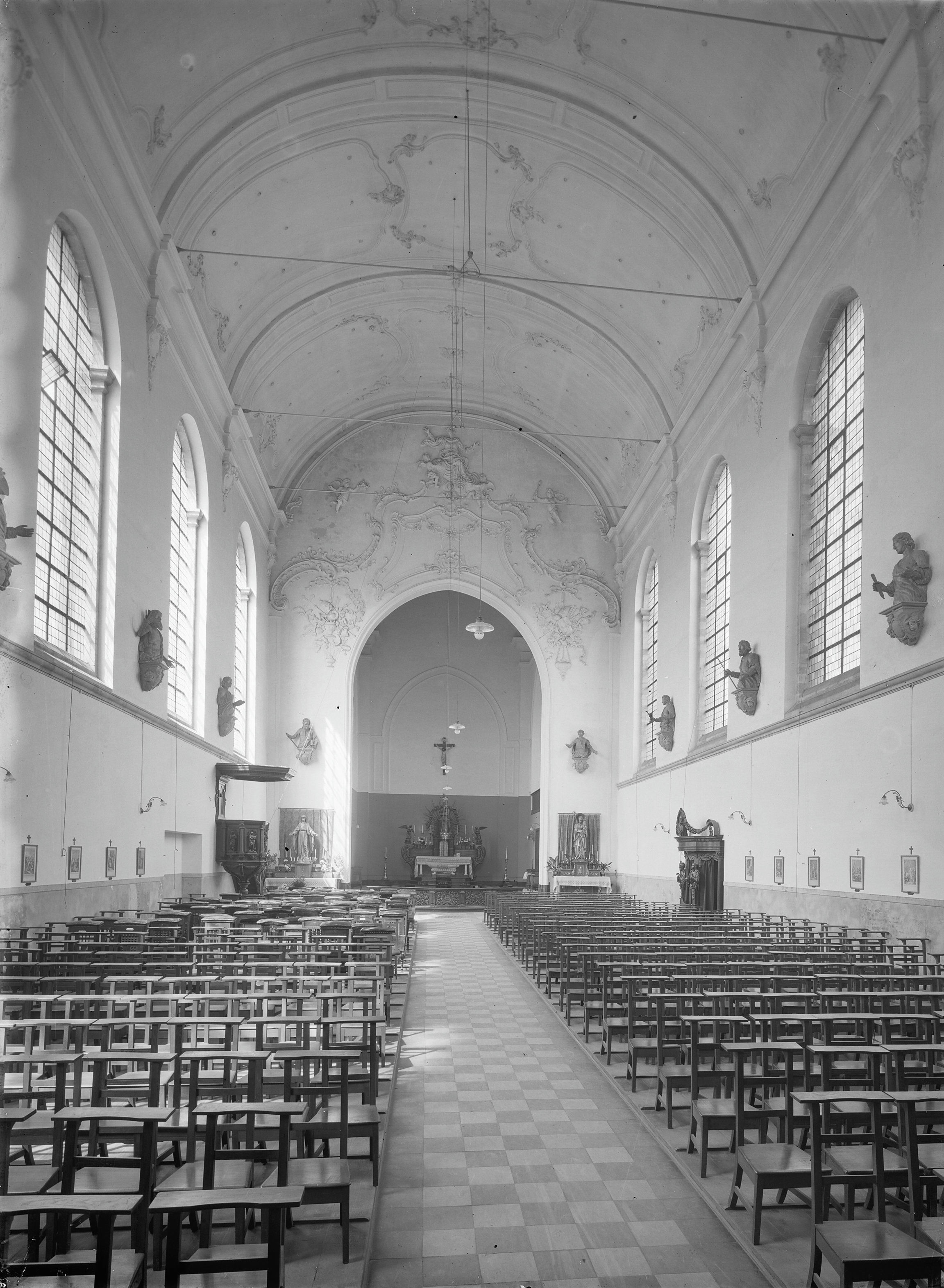
Interieur, 1928
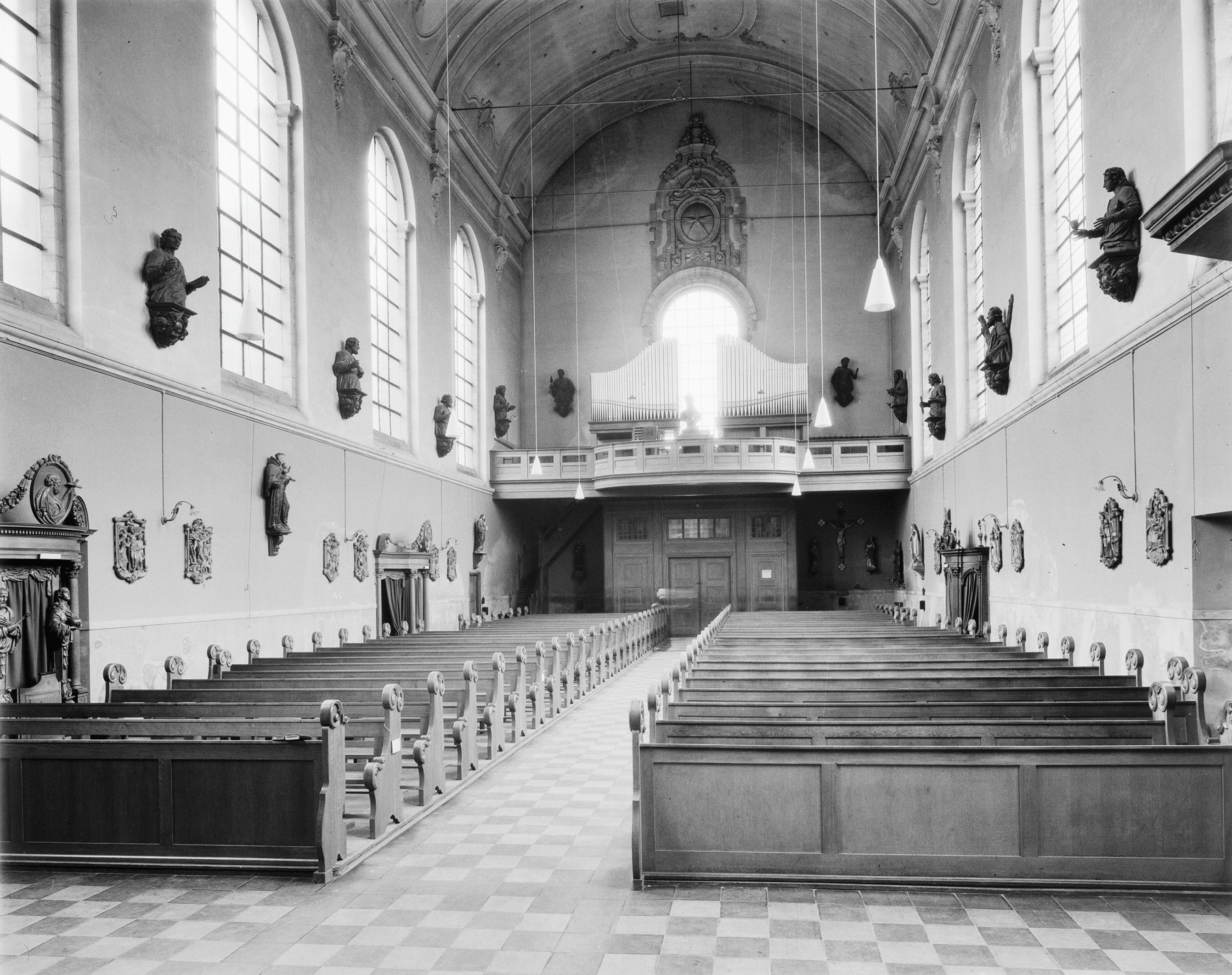
Interieur naar het westen
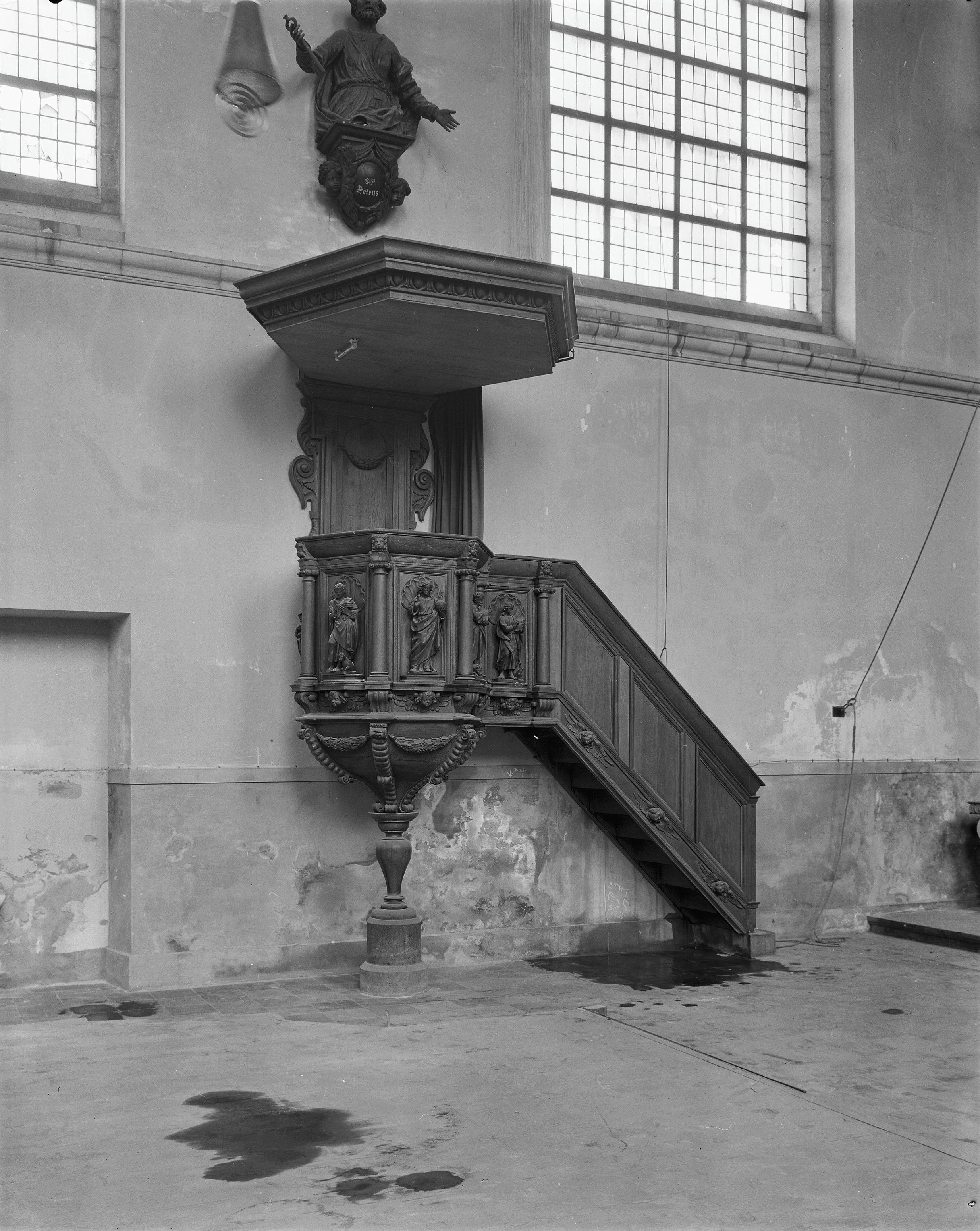
Preekstoel, 1974

### Recente bestemmingen
Van 1974 tot 1976 werd de kerk opnieuw grondig gerestaureerd naar plannen van de architecten Harry en Pieter Koene. Op 2 april 1976 heropende de bisschoppelijk vicaris mgr. L. Meertens de Awwestiene, die daarna werd opengesteld voor culturele manifestaties. Vanaf 1991 fungeert het gebouw als verenigings- en repetitielokaal van de Mastreechter Staar. Omstreeks 1998 werd het gebouw ontdaan van de resterende kerkelijke inventaris, waarna de kerk enkele avonden per week werd verhuurd als discotheek, NightLive geheten. Tot 2014 was de kerk ingericht als kinderspeelzaal FunVille met een horecavoorziening (waaronder een terras aan de Mariastraat). Sedertdien wordt het gebouw verhuurd voor evenementen. Een deel van het gebouw is nog steeds in gebruik als verenigings- en repetitielokaal van de Mastreechter Staar.

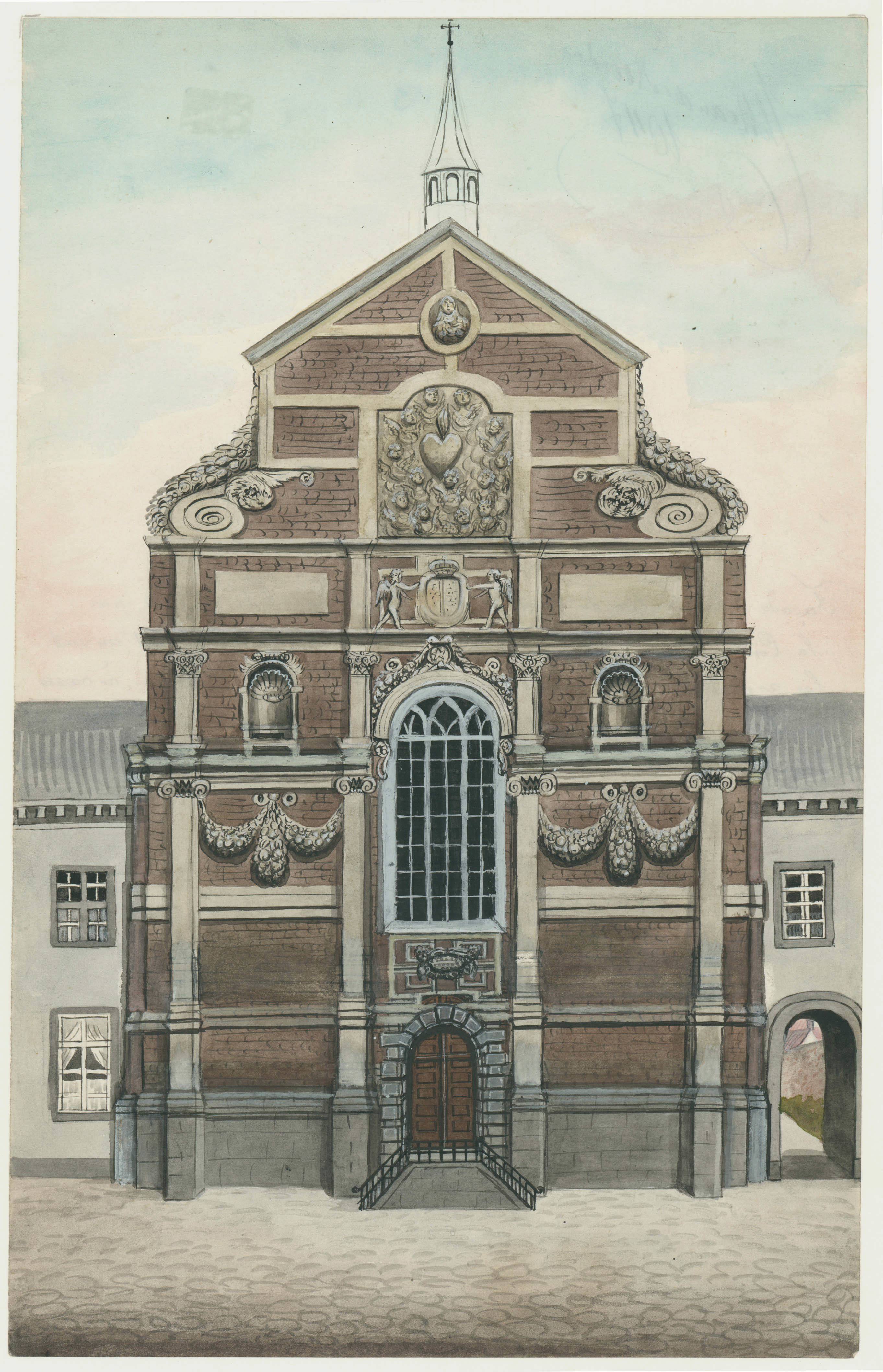
De Augustijnenkerk in 1847
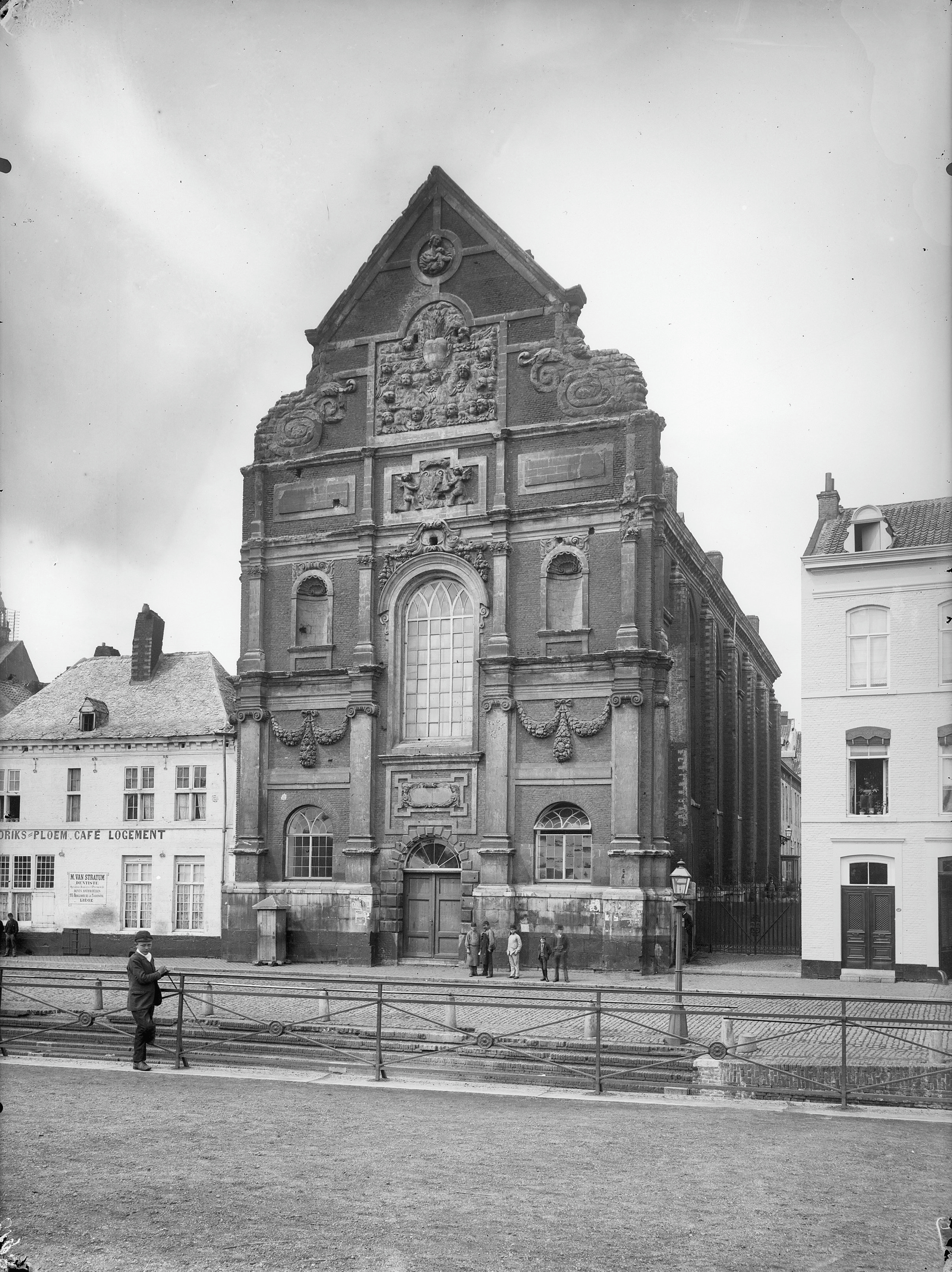
De kerk aan het Kanaal Luik-Maastricht, 1896
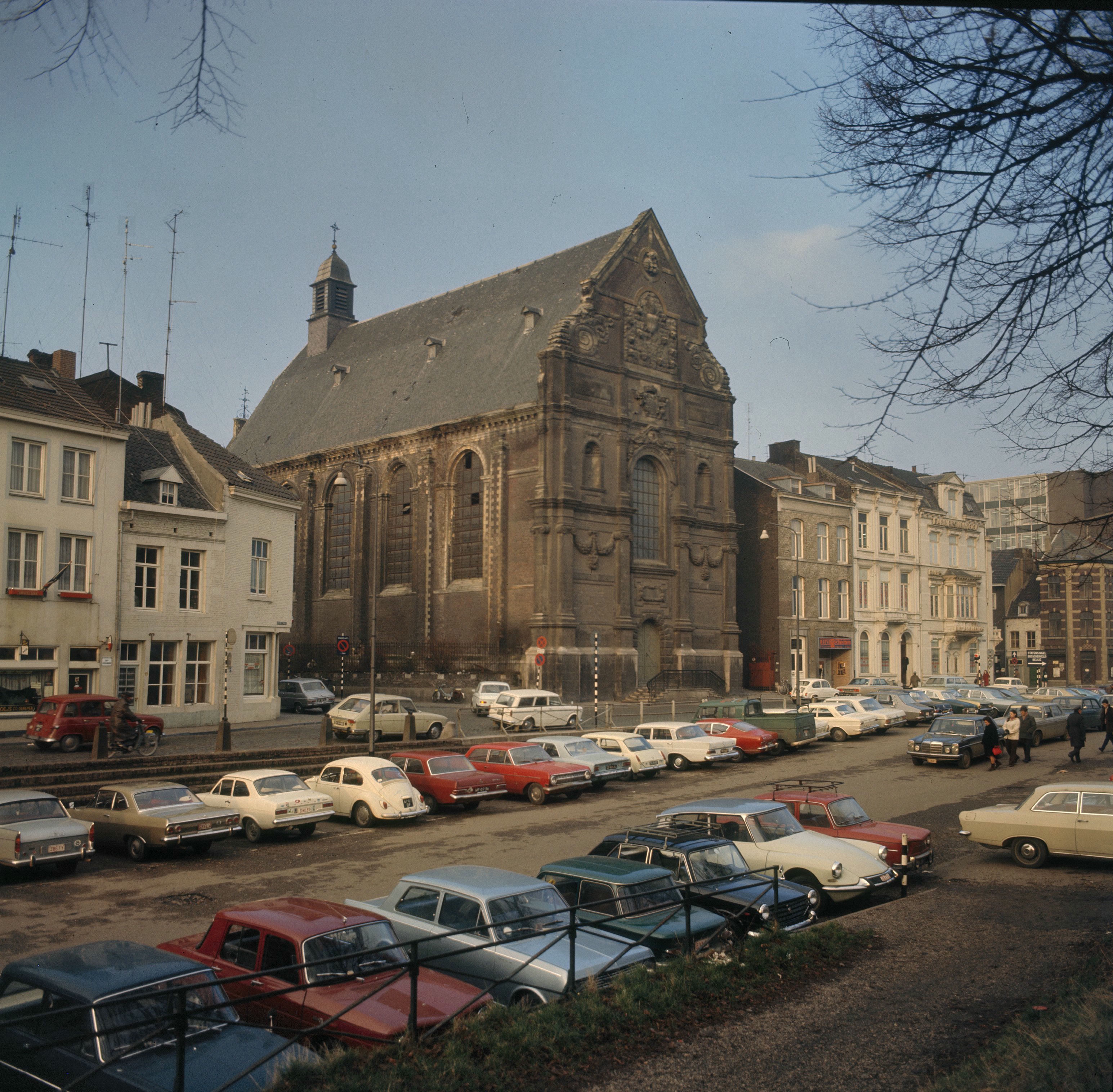
Het gedempte kanaal, ca 1970
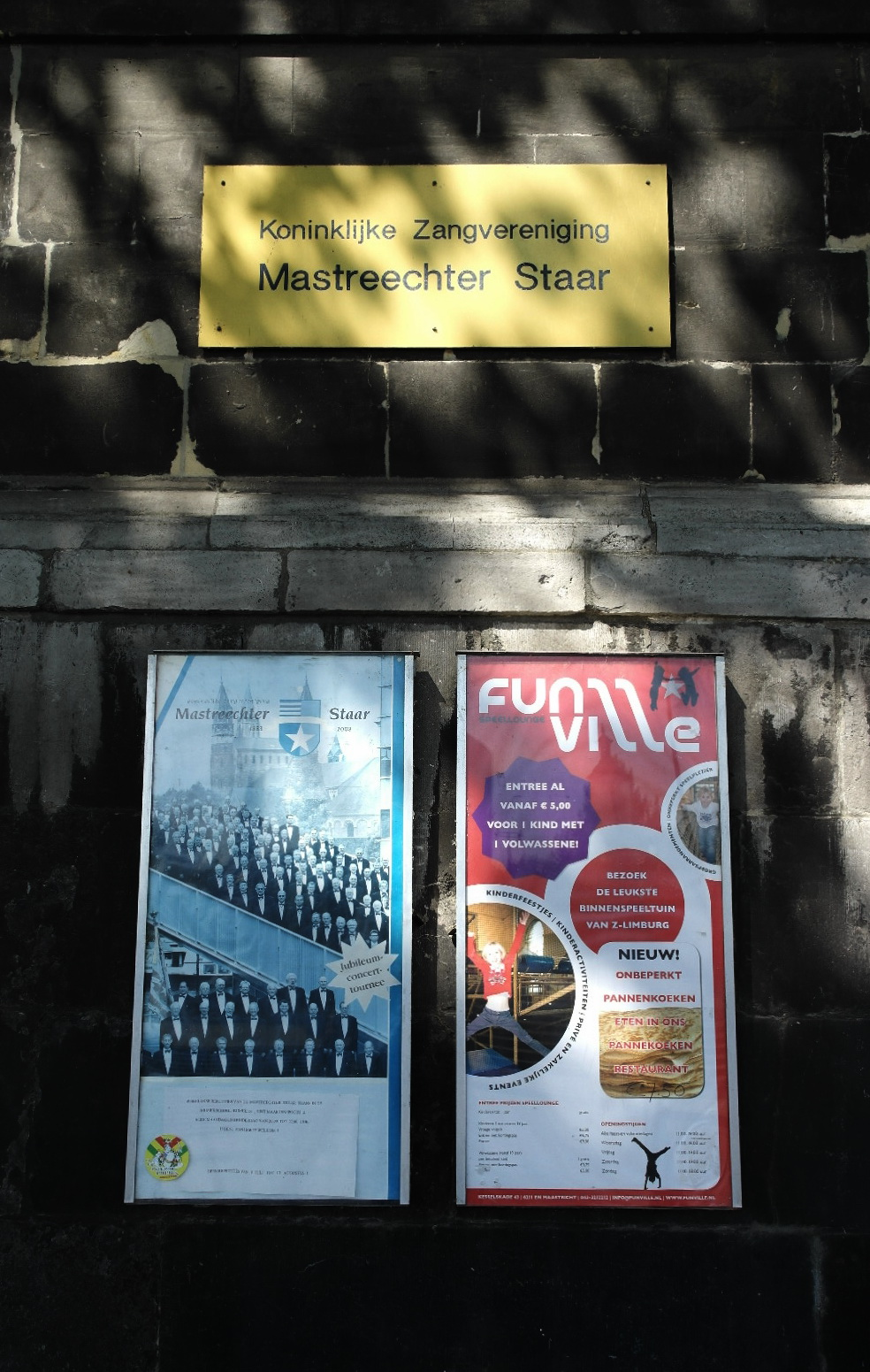
Diverse bestemmingen, 2014

## Beschrijving kerk

### Exterieur
De Augustijnenkerk is een niet-georiënteerde zaalkerk die van 1609 tot 1659 werd gebouwd in de stijl van de vroege Luikse barok. De kerk is opgetrokken uit baksteen, mergel en Naamse steen. Het gebouw bestaat uit een eenbeukig schip met een later toegevoegd koor. Het schip bestaat uit vijf traveeën met aan de zuidzijde grote, heldere ramen. Op het met leien gedekte zadeldak is nabij de westelijke hoek een barokke dakruiter geplaatst.
Opvallend is vooral de oostelijke barokfaçade met mergelstenen decoraties met voluten en festoenen. De gevel wordt door rijen pilasters in drieën gedeeld. In de top van de gevel bevindt zich een reliëfvoorstelling met een vlammend hart. Boven de ingang is het jaartal 1659 in een cartouche aangebracht en de tekst D.O.M. Beatae Mariae, SS. Pontificibus Augustino et Huberto Sacrum, de toewijding van de kerk aan Maria, Augustinus en Hubertus. Het centrale rondboogvenster wordt bekroond door het stadswapen van Maastricht en daarboven is het wapen van een van de landcommandanten van de balije Biesen van de Duitse Orde aangebracht, de begunstigers van de kerk. De met forse voluten uitgevoerde topgevel bevat verder een groot reliëf met een voorstelling van het vlammende hart van Sint-Augustinus. Een klein medaillon met de voorstelling van Maria herinnert aan de laat-middeleeuwse kapel van Maria ten Oeveren.

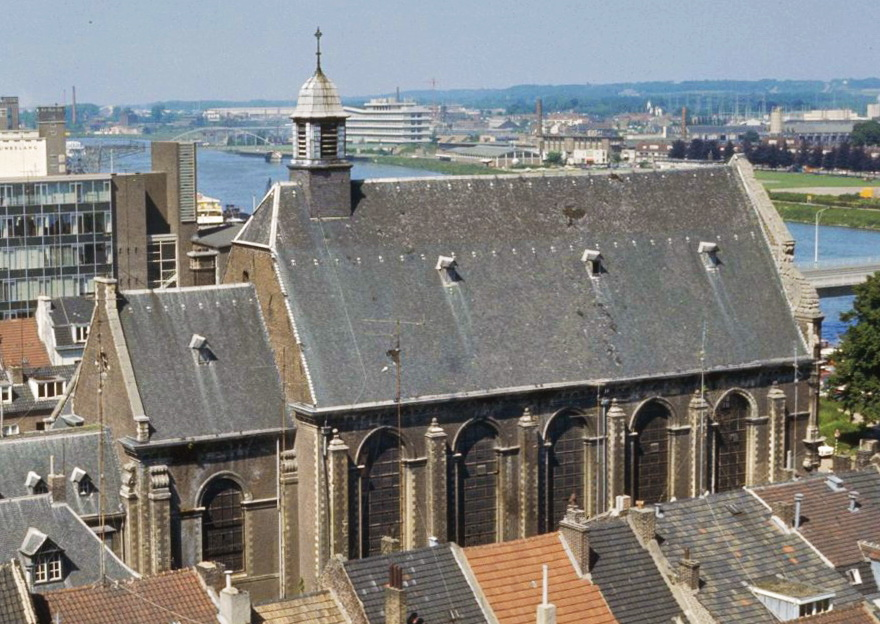
Zuidzijde kerk
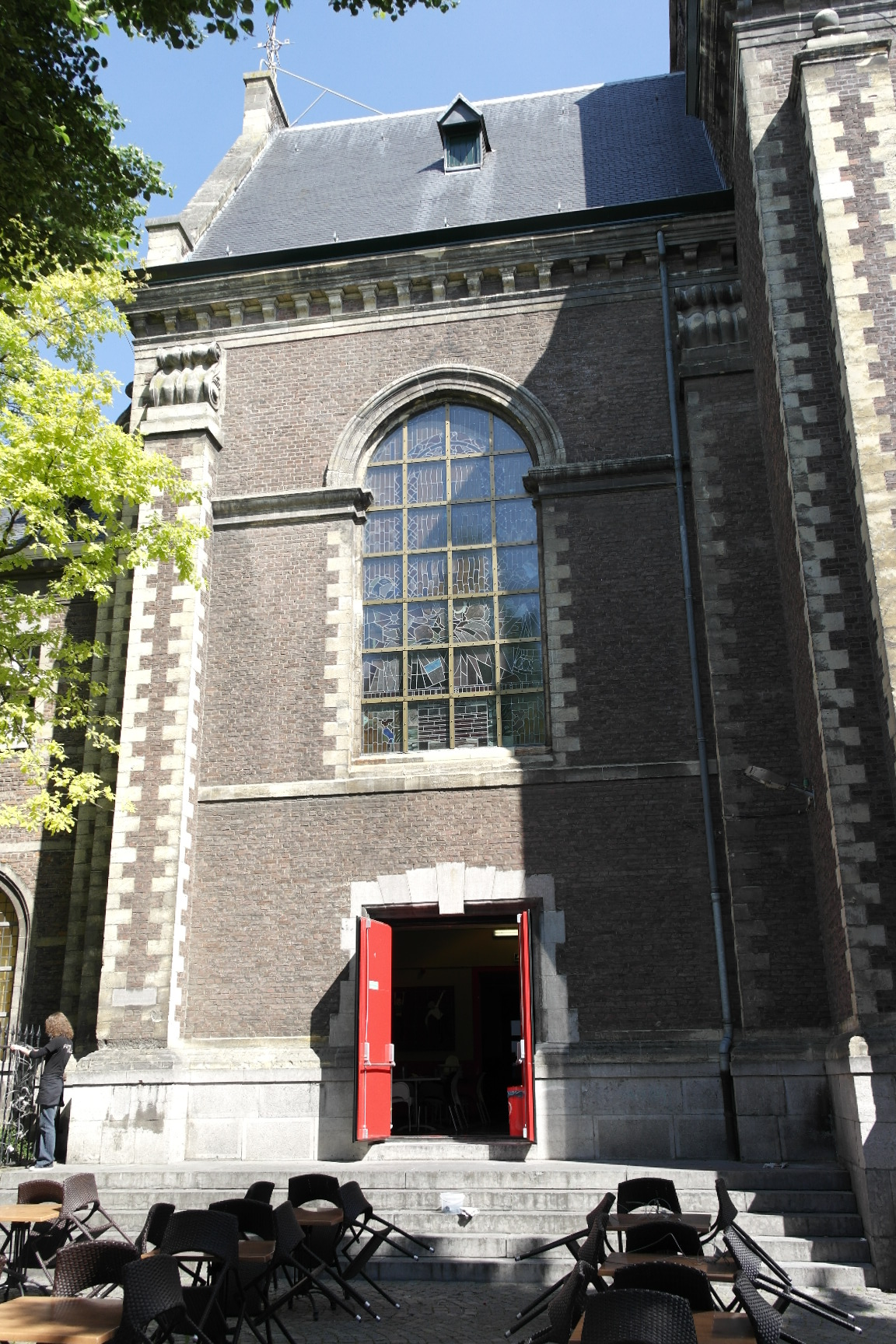
Entree Mariastraat
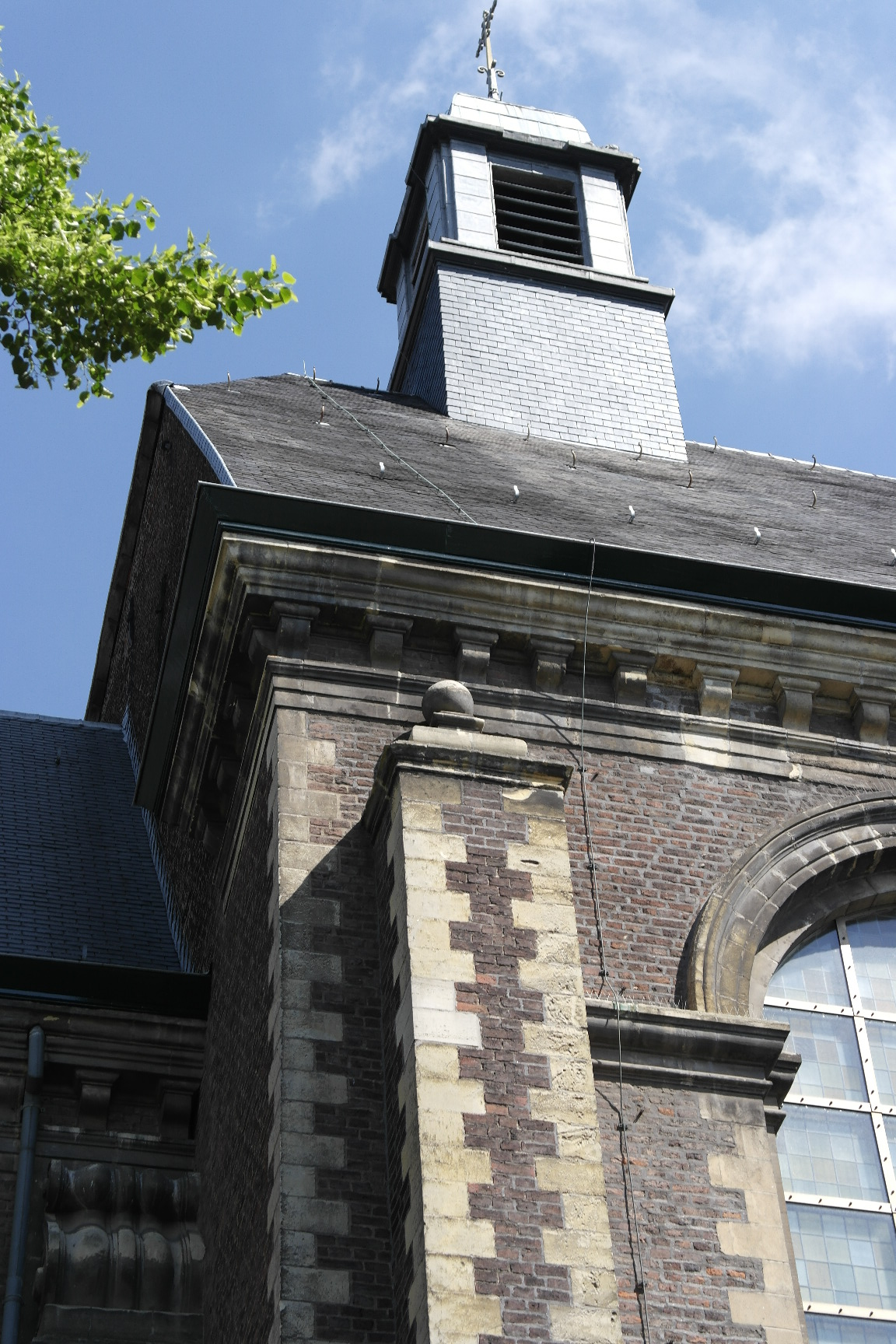
Barokke dakruiter
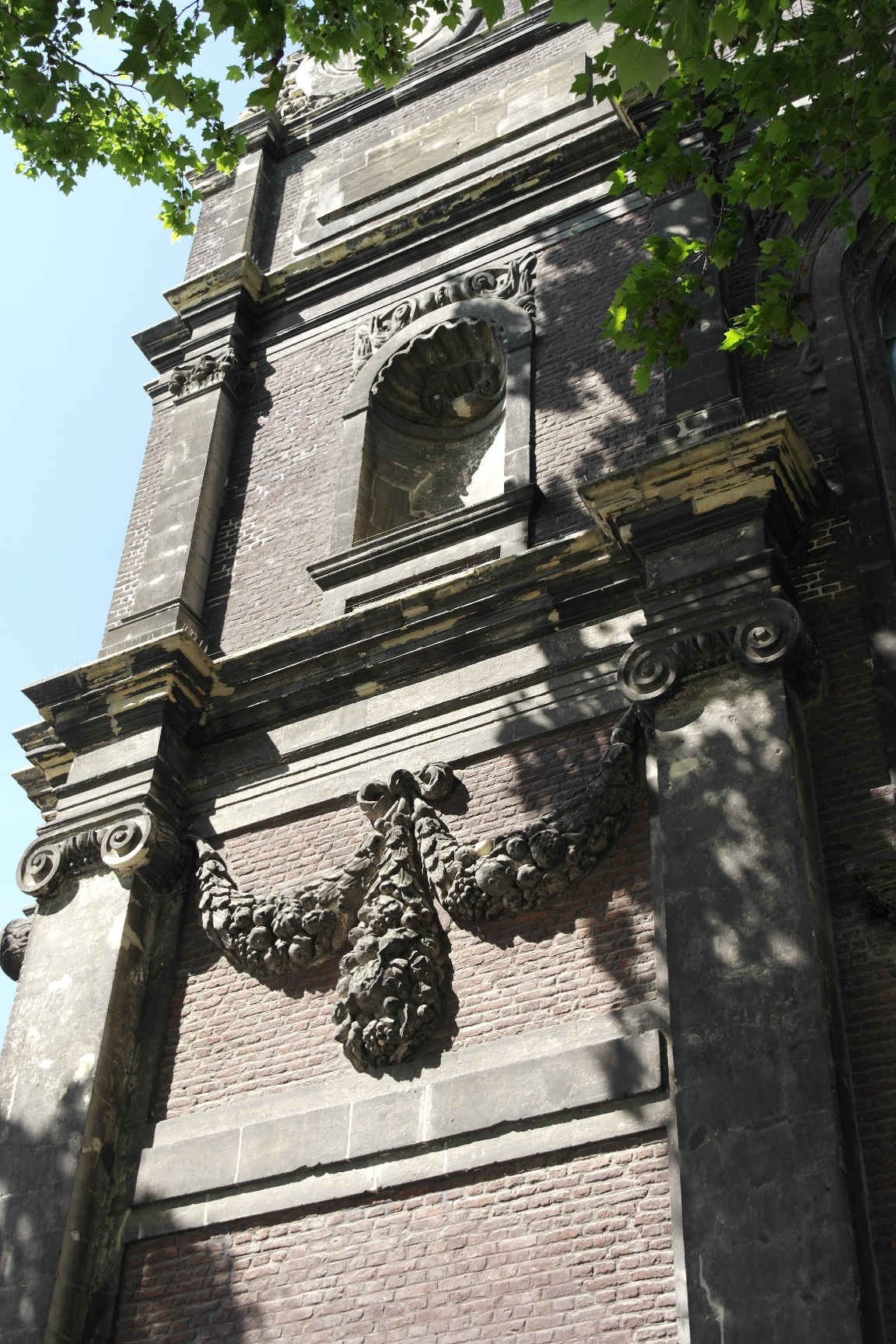
Detail barokfaçade

### Interieur
De Augustijnenkerk is een eenbeukige zaalkerk met een houten tongewelf. Tussen het schip en het priesterkoor bevindt zich een triomfboog die versierd is met stucwerk in Lodewijk XV-stijl. In het begin 20e eeuw aangebouwde koor bevindt zich een glas-in-loodraam van Huib Luns uit 1925 voorstellende het Laatste Avondmaal.
Het interieur is de laatste jaren aangepast aan de diverse nieuwe bestemmingen, waarvoor onder andere geluiddempende voorzieningen werden aangebracht. De gehele barokke kerkinventaris is verdwenen. Het 18e-eeuwse houten hoofdaltaar met een geschilderde kruisafneming van Godfried Maes (1649-1700), oorspronkelijk afkomstig uit de Sint-Clemenskerk in Hulsberg, is rond 2000 verhuisd naar een kerk in Nieuwstadt. De twee 18e-eeuwse zijaltaren, afkomstig uit de Onze-Lieve-Vrouwebasiliek, kregen een nieuwe plaats in de Sint-Augustinuskerk in Elsloo. Het granieten doopvont bevindt zich sinds 2006 in de Kerk der Friezen in Rome. De twaalf houten apostelbeelden, oorspronkelijk gemaakt voor de Sint-Nicolaaskerk in Maastricht, een buste van Sint-Augustinus uit dezelfde kerk, een 18e-eeuwse communiebank uit Horn, een 18e-eeuwse biechtstoel uit Limbricht en een laat-17e-eeuwse preekstoel uit Horst zijn in het bisschoppelijk depot van het bisdom Roermond terechtgekomen. De apostelbeelden werden na restauratie aanvankelijk herplaatst in de kruisgang van het Kartuizerklooster Bethlehem aan de Swalmerstraat in Roermond, waarna ze in 2006 verhuisden naar de Sint-Christoffelkathedraal.

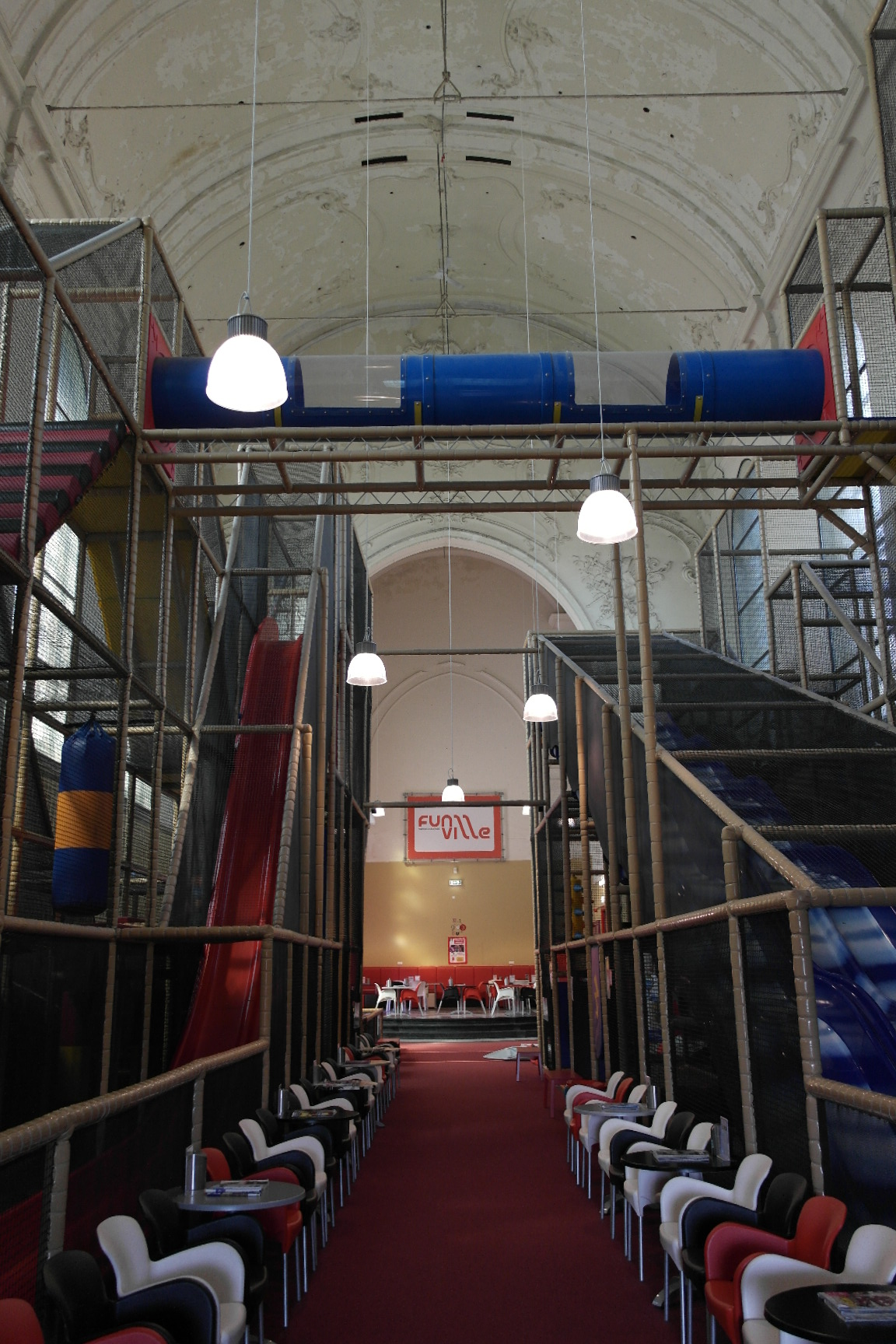
Interieur naar het oosten
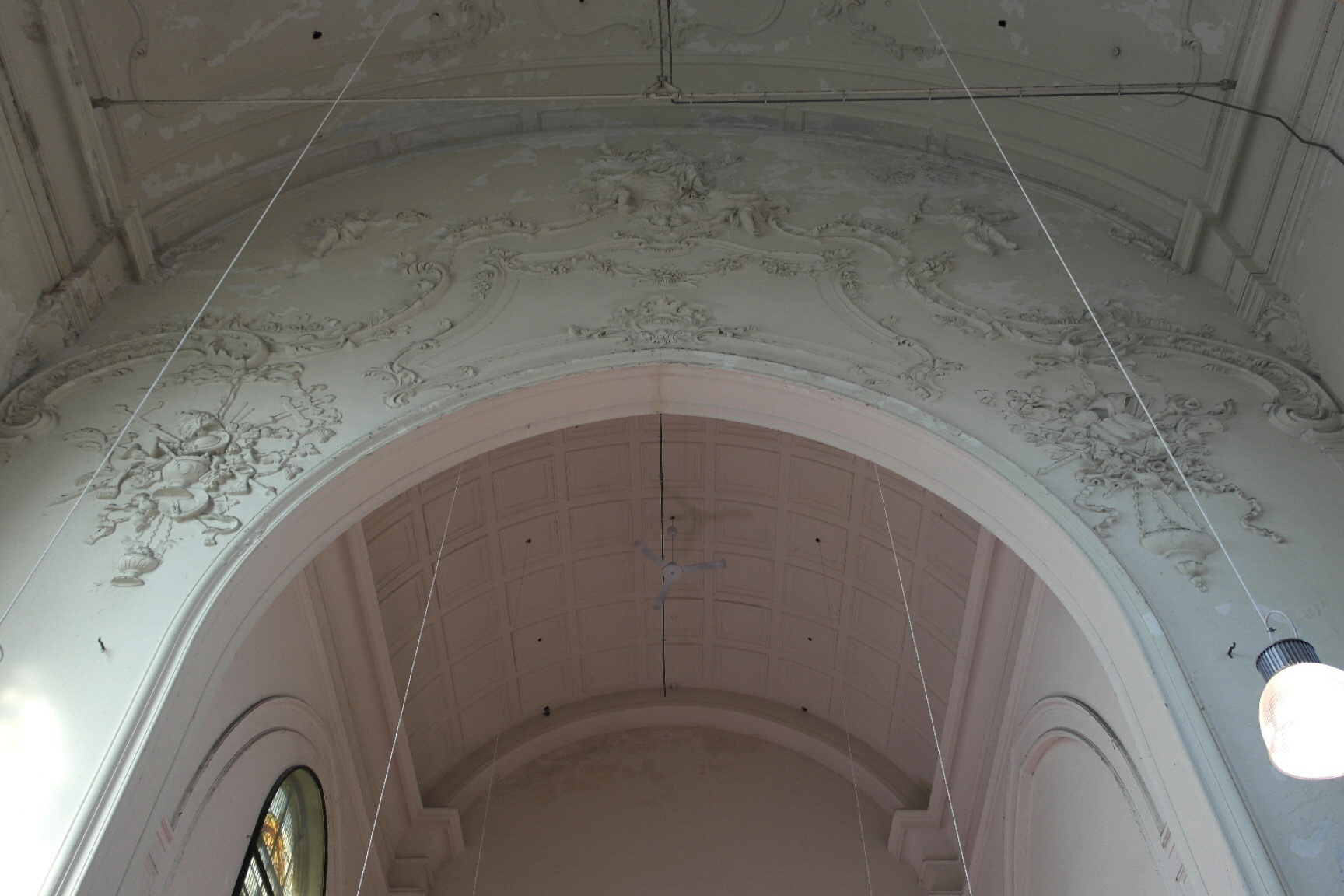
Stucwerk triomfboog
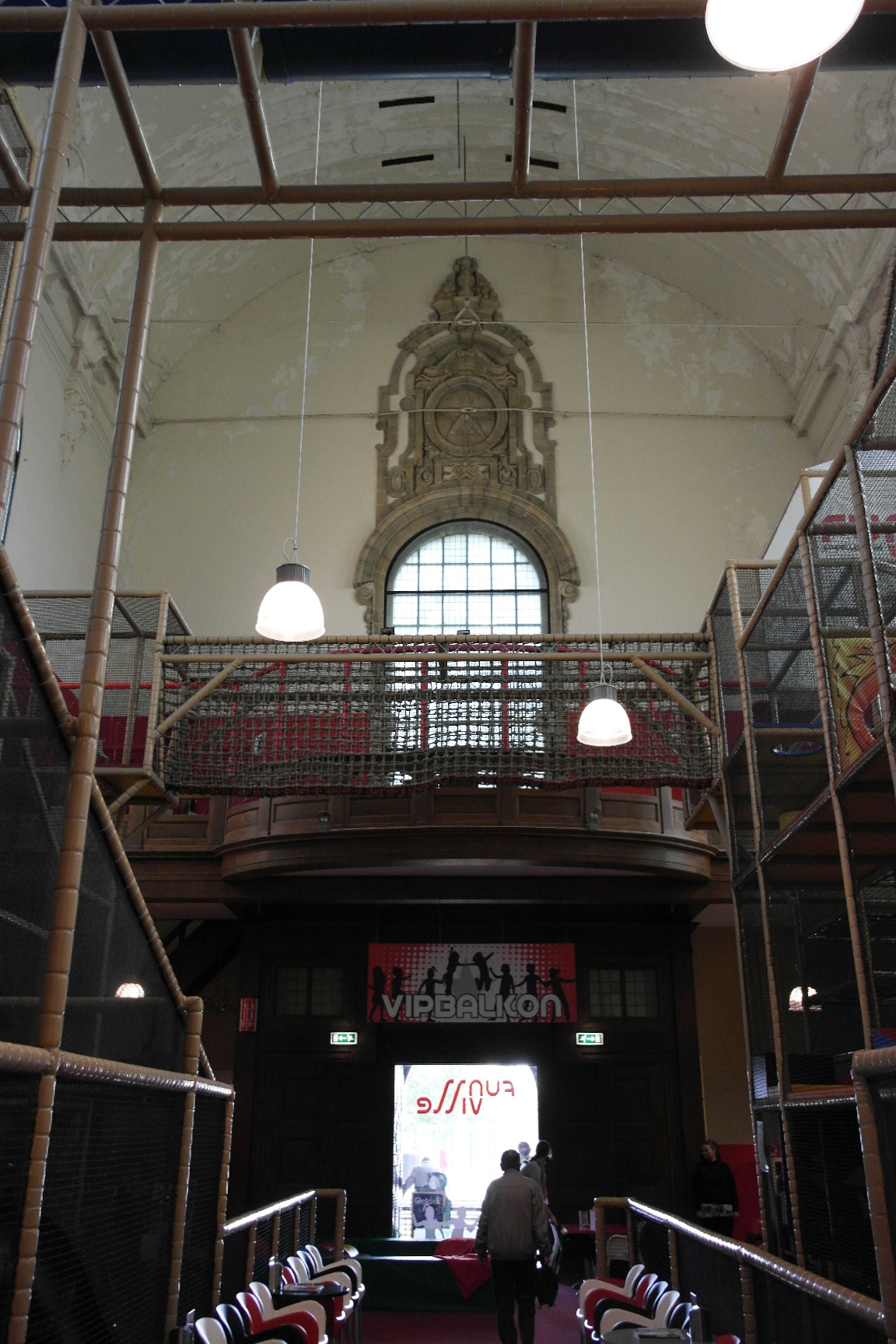
Interieur naar het westen
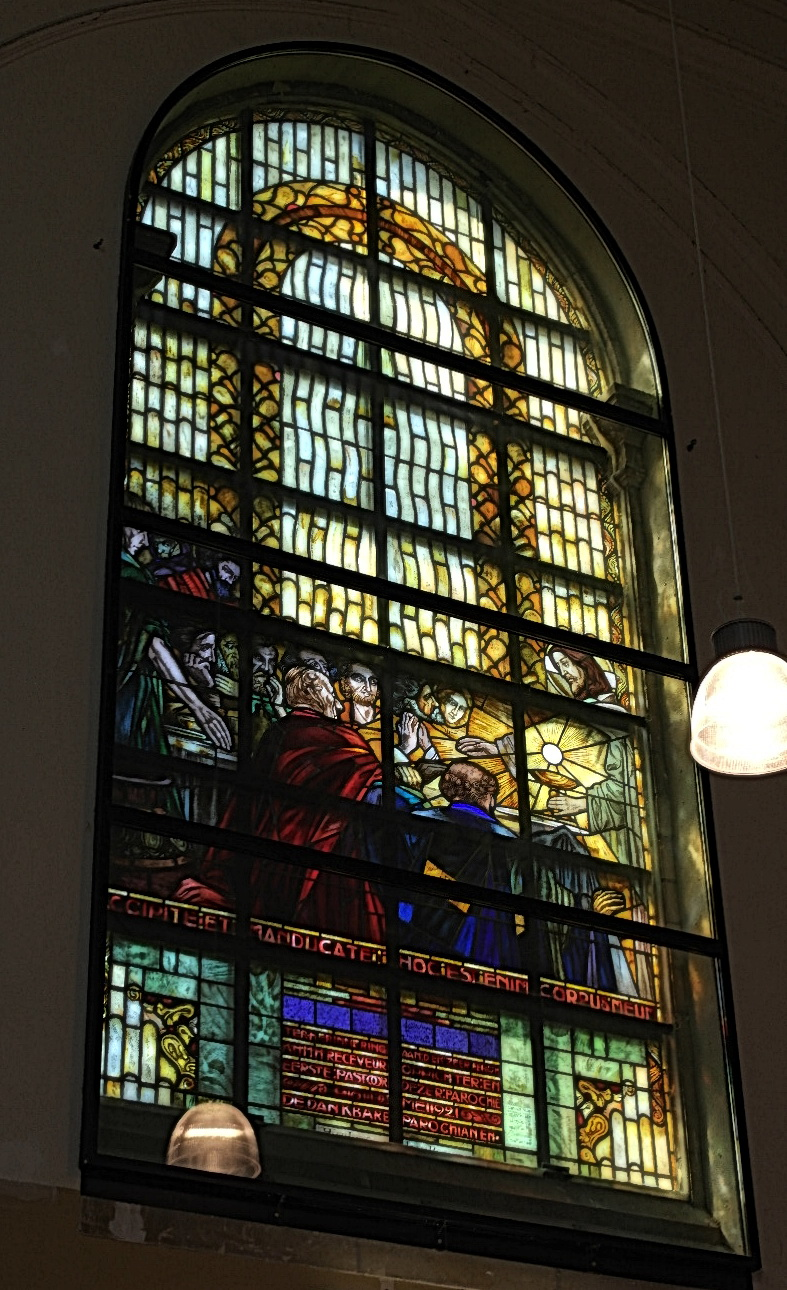
Gebrandschilderd raam